# Schismatoglottis venusta
Schismatoglottis venusta är en kallaväxtart som beskrevs av Alistair Hay. Schismatoglottis venusta ingår i släktet Schismatoglottis och familjen kallaväxter. Inga underarter finns listade.